# Chihuahua (ville)
Pour les articles homonymes, voir Chihuahua.
Chihuahua est la capitale de l'État de Chihuahua au Mexique. La ville est aussi siège d’archevêché depuis 1958. Le siège métropolitain de l'archidiocèse de Chihuahua est à la cathédrale de la Sainte-Croix, édifice baroque du XVIIIe siècle.
Chihuahua possède un aéroport (General Roberto Fierro V, code AITA : CUU). Sa cathédrale baroque date de 1725.

## Histoire
Au début du XVIIIe siècle, un des notables du village (à l'époque encore une grosse exploitation agricole, ou villa), le sergent-major Don Juan Antonio Trasviña y Retes, fait donation des terrains pour la construction de l'église. C'est à cet emplacement que, le 21 juin 1725, l'évêque de Nouvelle-Biscaye à Durango, Don Benito Crespo y Monroy, pose la première pierre de la cathédrale. La construction est financée par les donations des marchands et des exploitants des mines de la ville et de Santa Eulalia, un pueblo à l’est du village, ainsi que par un impôt exceptionnel de 1 réal par marc d'argent extrait dans la province. Le premier maître d'œuvre fut Pedro Coronado, suivi de Miguel de la Sierra et enfin le maître-architecte José de la Cruz, qui paracheva les plans, et qui fut inhumé dans l'église à sa mort en 1734. D'autres architectes suivirent sur le chantier, le dernier étant Bernardo del Carpio qui entreprit la construction des tours en 1758. Les cloches, coulées dès 1730, ne furent installées dans les clochers qu’en 1780, sous la direction de Melchor Guaspe. La construction de l'église était pratiquement achevée en 1826.

## Personnalités

### Nées à Chihuahua
- Luis Terrazas (1829 - 1923) homme politique mexicain.
- Enrique Creel (1854 - 1931) homme politique mexicain.
- Martín Luis Guzmán (1887 - 1976) romancier et journaliste mexicain.
- Nicolás Rodríguez Carrasco (1890 - 1940) général mexicain.
- Pedro de Jesús Maldonado Lucero (1892 - 1937) prêtre mexicain canonisé en 2000.
- Anthony Quinn (1915 - 2001) acteur américain.
- Luis Héctor Álvarez (1919 - 2016) industriel et homme politique mexicain.
- Elsa Aguirre (1930 - ) actrice mexicaine.
- Patricio Martínez García (1948 - ) homme politique mexicain.
- Gustavo Madero Muñoz (1955 - ) homme politique mexicain.
- Aracely Arámbula (1975 - ) chanteuse et mannequin mexicaine.
- Allisson Lozano (1992 - ) actrice et chanteuse mexicaine.